# Iglesia de San Juan Bautista (Vilcashuamán)
La iglesia de San Juan Bautista es la principal iglesia en la ciudad peruana de Vilcashuamán. Fue edificada a fines del siglo XVI. Fue construido sobre terrazas incas. Es de una sola nave y la fachada es de estilo renacentista. Es propiedad de la Arquidiócesis de Ayacucho.

## Aspectos arquitectónicos
Construcción del siglo XVI edificada sobre el Templo Inca del Sol y de la Luna. Presenta una sola nave con una fachada principal de estilo renacentista, así como dos torres chatas y gemelas de acento barroco. La piedra que enmarca la puerta, y en cuyo dintel se encuentra un escudo tallado, es el único elemento de la fachada original.
Su portada de ingreso presenta un arco de medio punto flanqueado por fustes adosados con remate de un frontis clásico renacentista. Al ingreso, se aprecian diseños de amarus o serpientes en las paredes.
En su interior, se encuentra un retablo mayor estilo neoclásico con esculturas de santos. En la parte de afuera se puede observar tres niveles de murallas, con hornacinas trapezoidales, con ventanas ciegas, hechas con piedras talladas simétricas.
Actualmente es de propiedad de la Arquidiócesis de Ayacucho. Es un templo de corte colonial, construido sobre la base de un antiguo templo Inca. Ubicado al sur de la Plaza Principal, esta enmarcado por columnas talladas en piedra, rematadas por un tímpano de ladrillos pasteleros y definidas por el perfil de los aleros a doble caída pertenecientes a la nave del templo.
Los torreones de piedra labrada son de tres cuerpos, siendo el primero con sección cuadrangular y escasa decoración, soportando al campanario de dos niveles, caracterizado por tener arcos de medio punto sobre el cual se alza un segundo con varios circulares, coronado por una cúpula escoltada por cuatro pináculos en sus esquinas y rematado por una cruz de piedra. En el interior se aprecia seis hornacinas y en el centro se ubica la imagen de la Virgen del Carmen, a la izquierda está el púlpito de madera y retablos en ambos lados. Fue intervenido con enlucido de yeso en la totalidad de sus muros.